# 井上正長
井上 正長（いのうえ まさなが、承応3年（1654年）- 享保5年12月4日（1721年1月1日））は、江戸時代前期から中期の旗本、大名。常陸国下妻藩の初代藩主。美濃国郡上藩主・井上正任の三男。母は本多忠義の娘。兄に井上正岑。子は娘（井上正矩正室）。官位は従五位下、遠江守。

## 生涯
元禄6年（1693年）、父から郡上郡内に3000石を分与されて交代寄合となる。甲府藩主徳川綱豊の家老を務め、綱豊が将軍後継者となると西の丸御側衆となり、3000石を加増された。そしてその後も順調に加増されて8000石になり、家宣が死去するとその遺命により、正長は2000石を加増されて1万石で大名に列し、下妻藩主となった。その後も奏者番、寺社奉行などを歴任した。1720年12月4日、67歳で死去。養子の正矩が早世したため、その娘婿の正敦が正長の養嗣子となり、跡を継いだ。墓所は東京都台東区の谷中霊園。

## 系譜
父母
- 井上正任（父）
- 本多忠義の娘（母）

子女
- 井上正矩正室

養子、養女
- 井上正矩 ー 井上正晴の次男
- 井上正敦 ー 井上政式の次男
- 井上正敦室 ー 井上正矩の娘